# Joyce Chopra
Joyce Chopra, née le 27 octobre 1936 dans le Massachusetts, est une réalisatrice, productrice et scénariste américaine

## Filmographie

### Réalisatrice

#### Au cinéma
- 1985 : Smooth Talk
- 1989 : The Lemon Sisters

#### À la télévision
Séries télévisées
- 1993 : Angel Falls
- 1995 : American Masters, épisode « Edgar Allan Poe: Terror of the Soul »
- 2002 : New York, unité spéciale (Law and Order: Special Victims Unit), épisode « Une famille sur commande (Resilience) » (4-10)
- 2003 – 2004 : New York, section criminelle (Law & Order: Criminal Intent), épisodes « Le Doute (Monster) » (2-15) et « Prescription mortelle (Mis-Labeled) » (3-14)
- 2004 : Preuve à l'appui (Crossing Jordan), épisode « Coup mortel ? (Most Likely) » (3-8)
- 2005 – 2006 : Everwood, épisodes « Adieux (So Long, Farewell…) » (4-8) et « Déprime générale (All the Lonely People) » (4-17)

Téléfilms
- 1991 : Murder in New Hampshire: The Pamela Wojas Smart Story
- 1992 : L'enfant du mensonge (Baby Snatcher)
- 1992 : Jalousie criminelle (The Danger of Love: The Carolyn Warmus Story)
- 1993 : The Disappearance of Nora (en)
- 1994 : The Corpse Had a Familiar Face
- 1995 : Meurtres en série (Deadline for Murder: From the Files of Edna Buchanan)
- 1996 : Ma meilleure ennemie (en) (My Very Best Friend)
- 1997 : L.A. Johns
- 1997 : Convictions
- 1999 : Murder in a Small Town
- 1999 : S'il suffisait d'aimer (Replacing Dad)
- 1999 : The Lady in Question (en)
- 2000 : Les Filles de l'océan (Rip Girls)
- 2001 : Blonde
- 2003 : The Last Cowboy
- 2003 : Femmes à Hollywood (Hollywood Wives: The New Generation)
- 2006 : Molly: An American Girl on the Home Front
- 2008 : Gramercy Stories

Courts métrages
- 1963 : Happy Mother's Day
- 1972 : Joyce at 34
- 1975 : Joyce Chopra

### Productrice

#### À la télévision
Série télévisée
- 1982 : American Playhouse, épisode « Medal of Honor Rag » (1-13)

Téléfilm
- 2008 : Gramercy Stories de Joyce Chopra

Court métrage
- 2011 : Fire in Our Hearts de Jayshree Janu Kharpade

### Scénariste

#### Au cinéma
- 1975 : Joyce Chopra de Joyce Chopra

#### À la télévision
Série télévisée
- 1995 : American Masters, épisode « Edgar Allan Poe: Terror of the Soul »

Court métrage
- 1972 : Joyce at 34 de Joyce Chopra
- 1975 : Joyce Chopra de Joyce Chopra